# Etruscotherium ribollae
L'etruscoterio (Etruscotherium ribollaense) è un mammifero artiodattilo estinto, appartenente agli antracoteriidi. Visse nel Miocene superiore (circa 8 - 6 milioni di anni fa) e i suoi resti fossili sono stati ritrovati in Italia. È il più recente antracoteriide europeo.

## Descrizione
Tutto ciò che si conosce di questo animale è un frammento di mandibola con due molari, ed è quindi impossibile effettuarne una ricostruzione. Dai pochi resti fossili, si suppone che il suo aspetto dovesse essere simile a quello di Microbunodon, un antracoteriide di piccole dimensioni e dalle lunghe zampe, di costituzione snella. I denti di Etruscotherium erano bunodonti, e nel terzo molare inferiore non era presente alcuna connessione tra preentocristide e preipocristide. L'apertura distale della valle tra l'ipoconide e l'endoconide era stretta, a fessura; l'ipoconulide era leggermente suddiviso, situato nella linea mediana del dente. Lo smalto era leggermente rugoso.

## Classificazione
Etruscotherium era un tardo rappresentante degli antracoteriidi, artiodattili di varie dimensioni che prosperarono per gran parte del Cenozoico. Le ultime forme note sono Libycosaurus e Merycopotamus, dell'Africa e dell'Asia. Le parentele di Etruscotherium sono da ricercare nelle forme di piccole dimensioni come Microbunodon, un genere longevo diffuso in Asia ed Europa.
Etruscotherium ribollaense venne descritto per la prima volta nel 2021, sulla base di un fossile rinvenuto nella zona di Ribolla, in Toscana. Rappresenta il più recente resto di antracoteriidi rinvenuto in Europa, e le affinità con Microbunodon suggeriscono un'immigrazione dall'Asia. 